# Lothar Menne
Lothar Menne (* 18. Februar 1944 in Meiningen) ist ein deutscher Verleger. Er war Cheflektor, Verlagsleiter und verlegerischer Geschäftsführer der Verlage Hoffmann und Campe, Heyne Verlag, Ullstein Verlag und Quadriga.

## Leben
Lothar Menne kam 1944 als Sohn eines Textilfabrikanten in Meiningen zur Welt. Er wuchs in Krefeld auf, wo er die Waldorfschule besuchte. Später studierte er Theaterwissenschaft, Philosophie und Soziologie in München und Frankfurt am Main. Er war Mitglied des Sozialistischen Deutschen Studentenbunds und im Kreis um die „Subversive Aktion“ aktiv. In der Ferienvilla seines Vaters in Kochel am See fand 1966 ein Treffen der Viva-Maria-Gruppe statt, wo über neue Formen des Zusammenlebens beraten wurde, an deren Ausführung in Form der Kommune I Menne sich jedoch nicht beteiligte. Stattdessen reiste er über New York und Mexiko-Stadt nach Guatemala, um sich vorübergehend der Guerilla-Gruppe Fuerzas Armadas Rebeldes anzuschließen.
1967 beauftragte die Bertrand Russell Peace Foundation Menne mit einem Interview von Régis Debray, der in Bolivien inhaftiert war. Im gleichen Jahr wurde sein Bericht über die Bolivienreise in der Zeitschrift konkret  gedruckt und Menne begann auf Vorschlag von Ulrike Meinhof hin dort als Reporter und Redakteur zu arbeiten. 1968 gab er sein erstes Buch heraus, das von dem Revolutionär Che Guevara handelte. 1969 bis 1971 setzte er sich im Solidaritätskomitee für die inhaftierte Bürgerrechtlerin Angela Davis ein, die er während des Studiums kennengelernt hatte.
Ab 1973 war Menne als Lektor im S. Fischer Verlag tätig, zuerst im Bereich Politik und Zeitgeschichte und anschließend im Bereich Literatur der romanischen Sprachen. 1982 übernahm er zusammen mit Hans-Peter Übleis die Lektoratsleitung beim Heyne Verlag, bis er 1987 vorübergehend das Unternehmen verließ. Er war dann als Programmchef bei Hoffmann und Campe tätig, wo er unter anderem den Bestseller Scarlett und Kriminalromane von John Grisham auf den Markt brachte. 1996 wurde er von der Fachzeitschrift Buchmarkt als Verleger des Jahres ausgezeichnet. 1997 kehrte er zum Heyne Verlag zurück, wo er die Position des verlegerischen Geschäftsführers übernahm. Im Jahr 2000, als das Unternehmen Econ Ullstein List (Axel Springer) den Heyne Verlag erwarb, wurde Menne Programmgeschäftsführer der Verlage Ullstein, Ullstein Berlin und Quadriga.
Nachdem Menne 2004 die Ullstein-Verlagsleitung an Viktor Niemann übergeben hatte, machte er sich mit einem Verlagsbüro in Berlin selbständig. Er war als Berater für die Verlagsgruppe Weltbild tätig und stellte die „Bild Bestseller Bibliothek“ zusammen. Ab 2008 arbeitete er als persönlicher Berater der Geschäftsführung für die Verlagsgruppe Lübbe.
Menne ist Mitglied der Académie de Berlin.